# Ksawer-Palais

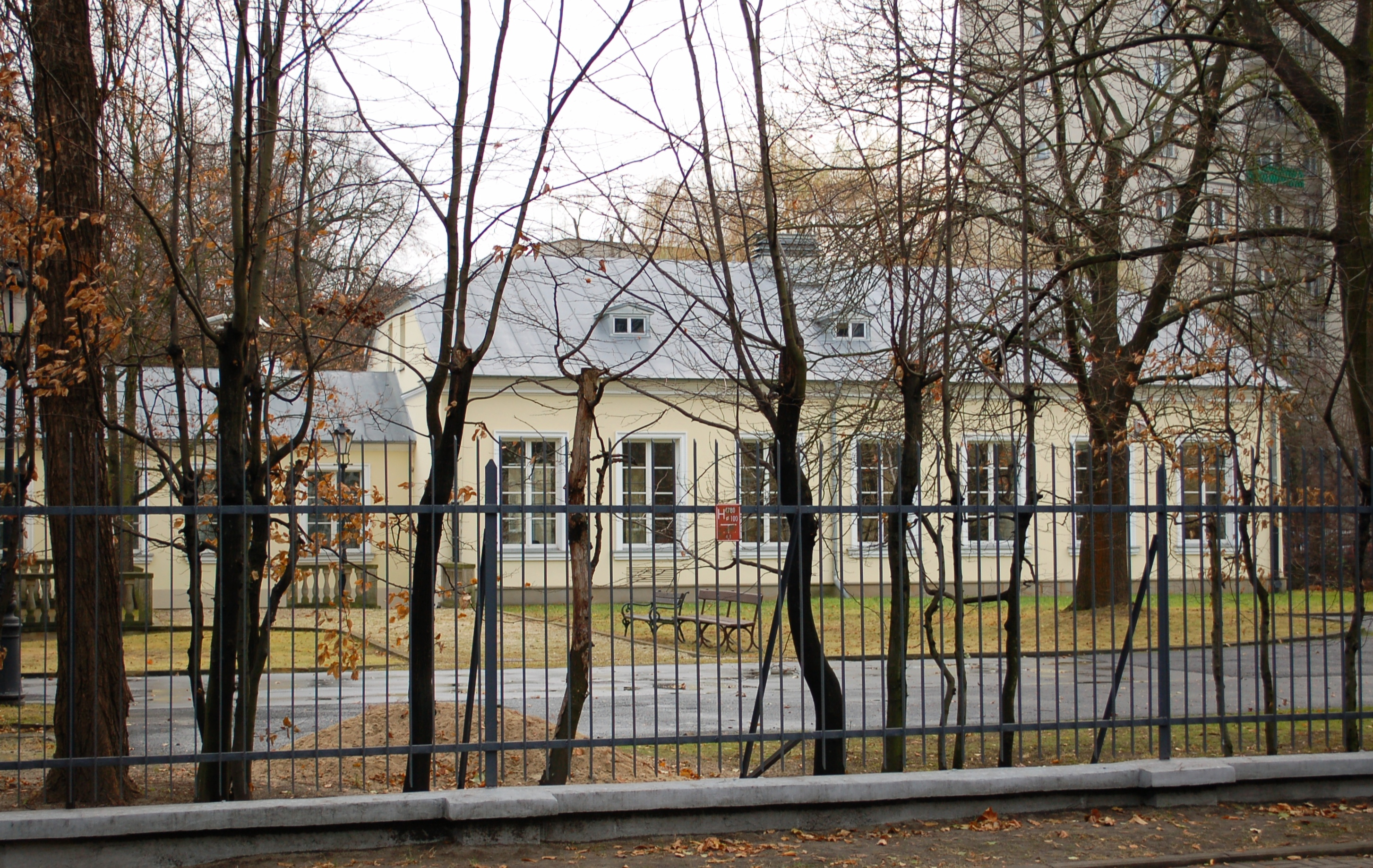
Seitenansicht des später angebauten Hinterhausflügels, Blick von der Ulica Ksawerów

Das Ksawer-Palais (auch Ksawerów-Palais bzw. Ksawer- oder Ksawerów-Herrenhaus, polnisch: Pałacyk Ksawerów oder Dwór Ksawerów) ist ein denkmalgeschütztes Herrenhaus in der Warschauer Ulica Ksawerów 13. Er gehört zu den wenigen repräsentativen historischen Gebäuden im Stadtteil Mokotów und liegt rund 500 Meter südwestlich des größeren Królikarnia-Palastes. Nach ihm wurde das Wohngebiet Ksawerów benannt.

## Geschichte
Das Herrenhaus der Familie Xawery (auch Ksawery) Pusłowski wurde etwa 1840 erbaut. Später wurde an das klassischen Formen folgende, auf einem viereckigen Grundriss stehende Herrenhaus ein vertikaler Hinterhausflügel angebaut. Das umgebende Dorf wurde als Ksawerów bezeichnet – der Name ist bis heute als Teil des Distriktes Mokotów erhalten. Im Zweiten Weltkrieg wurde das Palais sowohl beim Angriff auf Warschau im Jahr 1939 wie auch im Rahmen der Kämpfe des Warschauer Aufstandes 1944 beschädigt. Nach dem Krieg wurde das Gebäude wieder instand gesetzt.
Es ist im klassizistischen Landhaus-Stil der Zeit gehalten. Der Erdgeschossbau verfügt an seiner ostwärtigen Eingangsfront über einen viersäuligen, ionischen Portikus. Das Gebäudeensemble liegt in einem rund 8.000 Quadratmeter großen Park, der im Osten von der Ulica Wielicka und im Westen von der Rückseite von an der Aleja Niepodległości errichteten Mietshochhäusern der Nachkriegszeit umgeben ist. Im Norden verläuft die Ksawerów.
Heute befindet sich im Gebäude der Sitz der Denkmalschutz-Abteilung des Ministeriums für Kultur und Nationales Erbe (polnisch: Ministerstwo Kultury i Dziedzictwa Narodowego, Departament Ochrony Zabytków).